# 埃維希施內峰
埃維希施內峰（德語：Ewigschneehorn）是瑞士伯恩州的山峰，位於該國南部，屬於伯尔尼山的一部分，海拔高度3,329米，每年平均降雨量2,465毫米。

## 外部連結
- Ewigschneehorn on Hikr （页面存档备份，存于）